# Sam Kendricks
Sam Kendricks (ur. 7 września 1992 w Oxfordzie, w stanie Missisipi) – amerykański lekkoatleta, tyczkarz.
Złoty medalista uniwersjady (2013). Dwukrotny halowy wicemistrz świata (2016, 2018). Brązowy medalista igrzysk olimpijskich w Rio de Janeiro (2016). Rok później podczas mistrzostw świata w Londynie wywalczył złoty medal.
Przed igrzyskami olimpijskimi w Tokio (2021) Sam Kendricks otrzymał pozytywny wynik testu COVID-19, co spowodowało, że musiał wycofać się z występu.
W 2024 zdobył srebrne medale światowego czempionatu w hali i igrzysk olimpijskich. Rok później zdobył czwarty medal halowych mistrzostw świata – brązowy w Nankinie.
Wielokrotny złoty medalista mistrzostw kraju oraz mistrzostw NCAA.

## Osiągnięcia
| Rok  | Impreza                   | Miejsce        | Lokata     | Wynik |
| ---- | ------------------------- | -------------- | ---------- | ----- |
| 2013 | Uniwersjada               | Kazań          | 1. miejsce | 5,60  |
| 2015 | Mistrzostwa świata        | Pekin          | 9. miejsce | 5.65  |
| 2016 | Halowe mistrzostwa świata | Portland       | 2. miejsce | 5,80  |
| 2016 | Igrzyska olimpijskie      | Rio de Janeiro | 3. miejsce | 5,85  |
| 2017 | Mistrzostwa świata        | Londyn         | 1. miejsce | 5,95  |
| 2018 | Halowe mistrzostwa świata | Birmingham     | 2. miejsce | 5,85  |
| 2018 | Puchar interkontynentalny | Ostrawa        | 1. miejsce | 5,85  |
| 2019 | Mistrzostwa świata        | Doha           | 1. miejsce | 5,97  |
| 2024 | Halowe mistrzostwa świata | Glasgow        | 2. miejsce | 5,90  |
| 2024 | Igrzyska olimpijskie      | Paryż          | 2. miejsce | 5,95  |
| 2025 | Halowe mistrzostwa świata | Nankin         | 3. miejsce | 5,90  |

## Rekordy życiowe
- Skok o tyczce (stadion) – 6,06 (2019) do 2 czerwca 2023 rekord Ameryki Północnej, 5. wynik w historii światowej lekkoatletyki
- Skok o tyczce (hala) – 6,01 (2020) 8. wynik w historii światowej lekkoatletyki